# 父母爱情
《父母爱情》是由孔笙执导，刘静编剧，郭涛、梅婷、刘琳、任帅等主演的家庭情感剧，于2014年2月2日在中央电视台综合频道首播。

## 劇情大綱
1950年代，海軍高級砲校學員江德福，因父母包辦的封建婚姻而解除婚約。砲校舉辦一場聯誼舞會而認識了資本家小姐安杰，進而追求。安杰認為江德福文化水平不高，沒有接受江德福的追求。砲校的叢校長與其妻楊書記（安杰的領導）從中的搓合兩人而未果。一次因安杰的姪子因患大腦炎需要盤尼西林這種罕見的藥。在那個年代不容易取得，安杰得知有軍方關係的江德福可以取得，百般不得已的只好拉下臉皮去求江德福。事件過去後，安杰接受了江德福的追求。但江德福向單位申請結婚的批准未過，只因安杰出身不好......

## 演員表[4]
| 演员           | 角色           | 角色           | 备注                                                                                             |
| -------------- | -------------- | -------------- | ------------------------------------------------------------------------------------------------ |
| 郭涛           | 江德福         | 江德福         | 原為砲校學員，後升高級軍官，黑山島司令。                                                         |
| 梅婷           | 安杰           | 安杰           | 原為醫院會計，後為人民教師。生三子二女（其中一對為龍鳳胎）。                                     |
| 刘琳           | 江德花／江德華 | 江德花／江德華 | 男主角唯一的妹妹。原名江德花，安杰擅自改為江德華。後嫁老丁，生一女丁小樣。                       |
| 郭广平         | 安泰           | 安泰           | 安杰大哥，育有一子一女。                                                                         |
| 王菁華         | 安妻           | 安妻           | 安泰妻子，地主家小姐。                                                                           |
| 张延           | 安欣           | 安欣           | 安杰姐姐，生了一對雙胞胎。名為歐陽安然、歐陽安諾。                                               |
| 劉奕君         | 歐陽懿         | 歐陽懿         | 安欣丈夫。中期被打為右派份子，與其妻和一對雙胞胎在小黑山島附近勞改，後平反。                     |
| 任帅           | 老丁           | 老丁           | 江德福的老戰友，同校同學兼寢室室友。元配王秀娥生四子（大樣、二樣、三樣、四樣），後娶江德華續絃。 |
| 刘天池         | 王秀娥         | 王秀娥         | 老丁元配，曾幫忙安杰接生老二江軍慶。生四樣時難產血崩而亡。                                       |
| 刘敏涛         | 葛美霞         | 葛美霞         | 漁霸女兒，島上的美術兼音樂老師。曾與老丁戀愛，後嫁王政委為妻。                                   |
| 杨立新         | 叢校長         | 叢校長         | 砲校校長。老年患得阿茲海默症。                                                                   |
| 娜仁花         | 楊書記         | 楊書記         | 江德福與安杰的媒人。                                                                             |
| 王永泉         | 王政委         | 王政委         | 元配張桂英，生一子王海洋。後娶葛美霞續絃。                                                       |
| 張陸           | 江衛國         | 成年           | 江德福長子，原名江國慶改名江衛國，保衛祖國的意思。想到中蘇邊境當兵以絕食抗議成功。               |
| 崔明浩         | 江衛國         | 少年           | 江德福長子，原名江國慶改名江衛國，保衛祖國的意思。想到中蘇邊境當兵以絕食抗議成功。               |
| 楊司晨         | 江衛國         | 童年           | 江德福長子，原名江國慶改名江衛國，保衛祖國的意思。想到中蘇邊境當兵以絕食抗議成功。               |
| 待確認         | 江國慶         | 幼年           | 江德福長子，由媒人楊書記取名國慶，即後來的江衛國。                                               |
| 柳明明         | 江衛東         | 成年           | 江德福次子，想當空軍，卻未入選，其父利用職權讓江衛東去當傘兵。                                   |
| 石雲鵬         | 江衛東         | 少年           | 江德福次子，原名江軍慶，學哥哥改名江衛東，保衛毛澤東的意思。                                     |
| 待確認         | 江軍慶         | 幼年           | 江德福次子，由王秀娥接生，由老丁取名軍慶，即後來江衛東。                                         |
| 趙一龍         | 江衛民         | 成年           | 江德福三子，家裡唯一一個上山下鄉的成員。                                                         |
| 李金江         | 江衛民         | 少年           | 江德福三子，與江亞菲是龍鳳雙胞胎。                                                               |
| 張琛           | 江衛民         | 童年           | 江德福三子，原名江民慶。性格平庸、懦弱，與江亞菲龍鳳雙胞胎個性迥異。                             |
| 張齡心         | 江亞菲         | 成年           | 江德福長女，與江衛民為龍鳳雙胞胎。成年後嫁給王海洋。                                             |
| 黃詩佳         | 江亞菲         | 少年           | 江德福長女，與江衛民為龍鳳雙胞胎。在江昌義到島上認父時，唯一一個站在安杰立場想的孩子。           |
| 張嬌嬌         | 江亞菲         | 童年           | 江德福長女，與江衛民為龍鳳雙胞胎，被姑姑江德華說投錯了胎，像個小子。                             |
| 彭婧           | 江亞寧         | 成年           | 江德福次女，考上山東大學中文系，後嫁孟天柱為妻。在島上任職校長。                                 |
| 張樂昊旻       | 江亞寧         | 少年           | 江德福次女，安杰發現其有寫作天分並從箱底拿出不少書給亞寧看，培養日後亞寧的寫作基礎。             |
| 陳雅熙         | 江亞寧         | 童年           | 江德福次女，老是跟在哥哥姐姐後面的跟屁蟲妹妹。                                                   |
| 李超           | 王海洋         | 成年           | 王政委與元配之獨子，海歸，大學教授，生一子離異。後與江亞菲結婚。                                 |
| 郭鵬（待確認） | 王海洋         | 少年           | 王政委與元配之獨子，少時被江德福稱"持跨"子弟。                                                   |
| 张昕琦         | 歐陽安然       | 成年           | 歐陽懿與安欣所生的雙胞胎之一。                                                                   |
| 张昕瑶         | 歐陽安諾       | 成年           | 歐陽懿與安欣所生的雙胞胎之一。                                                                   |
| 王宏           | 江昌義         | 江昌義         | 江德福姪子，江德福元配張桂蘭與江德福二哥私通所生之子。                                           |
| 賈延鵬         | 孟天柱         | 孟天柱         | 江亞寧丈夫。普通話說得賊差。曾追求江亞菲，但亞菲不喜歡他。因緣巧合與江亞寧戀愛結婚。             |
| 關曉彤         | 安怡           | 安怡           | 安杰姪女，安泰長女。                                                                             |
| 張九妹         | 孫媽           | 孫媽           | 安杰娘家僕人。                                                                                   |
| 葦青           | 二大娘         | 二大娘         | 江德福、江德華老家的親戚鄰居之一。據說江德福小時候喝過二大娘的奶。                               |
| 楊曉丹         | 燕鳳（胖丫）   | 燕鳳（胖丫）   | 二大娘的孫女，後嫁給江昌義同母異父的弟弟。                                                       |
| 王麗涵         | 田小娟         | 田小娟         | 江德福、江德華老家的親戚鄰居之一。以輩分來講要稱江德福三爺爺，稱江亞寧小姑。                     |

## 衍生作品
在2020年中央广播电视总台春节联欢晚会的同名小品《父母爱情》中，电视剧剧组中的演员时隔8年再度聚首表演。该小品的内容是电视剧剧情的后传。